# George Follmer
George Richard Follmer (Phoenix, 27 gennaio 1934) è un pilota automobilistico statunitense, che corse anche in Formula 1.
La sua carriera si è svolta principalmente nel paese natale dove ha corso nelle categorie e nelle competizioni più importanti, sia relative alle monoposto come la 500 Miglia di Indianapolis, sia nella NASCAR e nel Campionato CanAm, di cui si laureò campione nel 1972.
Nel 1973 venne ingaggiato dalla Shadow per partecipare al Campionato mondiale di Formula 1 nel quale, al termine della stagione si classificò al 13º posto con cinque punti ed un piazzamento sul podio. Proprio durante il Gran Premio di Spagna, che concluse al terzo posto si rese protagonista di un'accesa discussione con François Cevert, che aveva criticato il suo modo di guidare, considerandolo troppo difensivo.
Successivamente tornò a dedicarsi alle corse americane.

## Risultati in Formula 1
| 1973 | Scuderia           | Vettura    |  |  |   |   |     |    |    |     |     |    |     |     |    |    |    | Punti | Pos. |
| ---- | ------------------ | ---------- |  |  | - | - | --- | -- | -- | --- | --- | -- | --- | --- | -- | -- | -- | ----- | ---- |
| 1973 | Shadow Racing Cars | Shadow DN1 |  |  | 6 | 3 | Rit | NP | 14 | Rit | Rit | 10 | Rit | Rit | 10 | 17 | 14 | 5     | 13º  |

| Legenda | 1º posto     | 2º posto | 3º posto    | A punti         | Senza punti/Non class.  | Grassetto – Pole position Corsivo – Giro più veloce |
| Legenda | Squalificato | Ritirato | Non partito | Non qualificato | Solo prove/Terzo pilota | Grassetto – Pole position Corsivo – Giro più veloce |